# Ivo Rodrigues
Ivo Rodrigues Júnior (Porto Alegre, 28 de fevereiro de 1949 — Curitiba, 8 de abril de 2010) foi um músico brasileiro.

## Biografia
Ivo Rodrigues Jr nasceu em Porto Alegre e veio para Curitiba aos três anos de idade. Participou de programas de calouros na televisão e estudou no Instituto Adventista Paranaense. Em 1966 participou na TV Paranaense de um programa apresentado por Júlio Rosemberg que classificaria o melhor cantor e o melhor conjunto do Sul do Brasil, o "Troféu Barra Limpa". Neste programa da TV, Ivo conheceu o guitarrista Paulo Teixeira, que também também participou do programa com a banda "Os Jetsons", de Palmeira, que mais tarde se tornaria "A Chave". Ivo foi o vencedor na categoria Cantor e "Os Jetsons" na categoria Conjunto. Como prêmio ganhou um programa de duas horas, transmitido nas tardes de sábado, na TV Paranaense, chamado "Juventude Alegria". 
Em 1969, durante um show na Reitoria da UFPR, Ivo e "A Chave" se encontraram. Excursionaram pelo Brasil junto com Rita Lee, Made in Brazil e Joelho de Porco. E, em 1977, gravaram um compacto no estúdio de Eduardo Araújo, em São Paulo. Com o fim de "A Chave", Ivo foi convidado para ser vocalista da Blindagem, em 1979.
Como diz a própria biografia oficial da banda, o Blindagem pode ser considerado como a cara paranaense do rock. Fundada no final dos anos 1970, tornou-se a banda mais conhecida do Paraná ao longo dos anos. Além de cantar Ivo tocava guitarra, violão e harmônica.
Ivo faleceu aos 61 anos no dia 8 de abril de 2010, vítima de uma parada cardiorrespiratória decorrente de complicações em função de um câncer.